# Fritz Meyer (Politiker, 1881)

Christoph Christian Friedrich Meyer

Christoph Christian Friedrich „Fritz“ Meyer (* 20. Januar 1881 in Altona; † 12. August 1953 in Konstanz) war ein deutscher Kaufmann aus Hamburg, NSDAP-Gauwirtschaftsberater und NSDAP-Politiker.

## Leben
Meyer wuchs in Altona auf, besuchte das Altonaer Realgymnasium bis zur 11. Klasse und leistete anschließend seinen Wehrdienst als Einjährig-Freiwilliger beim 2. Großherzoglich Mecklenburgischen Dragoner-Regiment Nr. 18 in Parchim ab. Anschließend machte Meyer eine Lehre in der Firma Conrad Hinrich Donner und arbeitete weitere vier Jahre dort. Nach mehrjähriger Tätigkeit im europäischen Ausland gründete er 1907 in Hamburg eine eigene Kaffeehandelsfirma. Am Ersten Weltkrieg nahm er als Leutnant der Landwehr teil und geriet dabei 1917 in englische Kriegsgefangenschaft. Nach dem Krieg war Meyer wieder ab 1919 in Hamburg mit seiner Firma tätig.
Zum 1. Oktober 1929 schloss Meyer sich der NSDAP an (Mitgliedsnummer 163.332) und wurde für diese in Hamburg Gauwirtschaftsberater. 1931 wurde er für die NSDAP in die Hamburgische Bürgerschaft gewählt.
Am 31. März 1933 wurde mit dem Ersten Gleichschaltungsgesetz die Bürgerschaft entsprechend der Stimmenverteilung der Reichstagswahl vom 5. März 1933 gebildet, so dass die NSDAP die Macht übernehmen konnte. Zugleich verringerte sich die Anzahl der Mandate in der Bürgerschaft, da die Sitze der KPD ersatzlos gestrichen wurden. Die Bürgerschaft kam am 10. Mai 1933 zu ihrer konstituierenden Sitzung zusammen, bei der Meyer (NSDAP) zum neuen Präsidenten gewählt wurde. Die Bürgerschaft kam dann noch zweimal zusammen, am 31. Mai 1933, wobei Meyer als einziger Redner eine 30-minütige Ansprache hielt, und am 28. Juni 1933, bevor sie am 14. Oktober 1933 vom Reichsstatthalter Karl Kaufmann aufgelöst wurde. Meyer wurde im Juli 1933 in den neugeschaffenen Hamburger Staatsrat berufen. In den 1930er Jahren wurde Meyer in mehrere Aufsichtsratsposten von Hamburger Firmen gewählt, so zum Beispiel der Hamburger Hochbahn AG, der Sparcasse von 1827 und der Volksfürsorge. Am 12. November 1933 erhielt Meyer im Reichstag ein Mandat, das er bis zum 15. April 1943 behielt. Auf Anordnung von Hitler legte Meyer wegen seiner Aufsichtsratsmitgliedschaften sein Mandat nieder. Sein Nachfolger wurde Johann Häfker.
Meyer trat der SS am 2. November 1936 bei (SS-Nummer 276.982). Bei Kriegsausbruch hatte Meyer den Rang eines SS-Standartenführers und leitete den SS-Abschnitt 15. Im Dezember 1942 wurde er zum SS-Brigadeführer ernannt.